# Johan Verhoek
Johan Verhoek, alias De Hakkelaar (Leidschendam, 2 juli 1954), is een Nederlandse crimineel die veroordeeld is voor drugshandel.
Verhoek verdiende zijn eerste geld met de handel in tweedehandsauto's bij tankstation De Hackelaar aan de A1 bij Muiden.
Halverwege de jaren tachtig nam hij de drugsbende van René Schouten (19 augustus 1943) over. Hij werd steeds machtiger en zou Klaas Bruinsma hebben benaderd om samen te werken. Bruinsma, zoon van een frisdrankenfabrikant, zou echter lacherig hebben gedaan over Verhoeks afkomst als woonwagenbewoner en zou hem voor gek hebben gezet. Verhoek was hierover woedend en besloot de zaken van Bruinsma geleidelijk over te nemen. Toen Bruinsma dit doorkreeg, wilde hij alsnog samenwerken. Verhoek is meermalen genoemd als opdrachtgever voor de moord op Bruinsma, in samenwerking met Sreten 'Jotsa' Jocić, die wraak wilde voor de liquidatie van 'Duja' Becirovic, maar hij is daarvoor nooit veroordeeld.
Verhoek werd in 1998 in hoger beroep wegens drugshandel veroordeeld tot 5½ jaar cel en een miljoen gulden boete.

## Bijnaam
Over de bijnaam De Hakkelaar bestaan twee theorieën:
- Johan Verhoek werd zo genoemd omdat hij stotterde.[2]
- Johan Verhoek werd zo genoemd omdat hij heeft gewerkt op tankstation "De Hackelaar" bij Muiden.[3]